# Sho-Kloster
| Tibetische Bezeichnung          |
| ------------------------------- |
| Tibetische Schrift: ཤོ་དགོན       |
| Wylie-Transliteration: sho dgon |

Das Sho-Kloster (tib.: sho dgon) oder Martshang (smar tshang)-Kloster in Kham ist das Stammkloster der Lehre des Marpa-Kagyü. Es gehört zur Gruppe der Acht kleinen Schulen in der Kagyü-Schultradition des tibetischen Buddhismus (Vajrayana).
Das Kloster wurde 1167 von Martshang Sherab Sengge gegründet, der ein Schüler Phagmodrupas aus der Phagdru-Kagyü-Schule war.
Es liegt im Gebiet des heutigen Kreises Zhag’yab der Stadt Qamdo des Autonomen Gebietes Tibet in China.